# Esperance (Australia)
Esperance – miasto i port na południowym wybrzeżu Australii, w stanie Australia Zachodnia, nad zatoką Esperance (Ocean Indyjski). Ośrodek administracyjny i największa miejscowość hrabstwa Esperance. Około 9,5 tys. mieszkańców. Nazwa miasta pochodzi od statku francuskiej ekspedycji do Terra Australis, która opuściła ten rejon, gdy dotarła wieść, że kapitan James Cook ogłosił ten kontynent kolonią angielską.
Port jest punktem eksportu rudy żelaza, niklu i ołowiu z kopalni położonych w rejonie miasta Kalgoorlie-Boulder na północ od Esperance. Eksportowane jest też zboże i inne produkty rolnicze.
Niedaleko miasta jest malowniczy Park Narodowy Cape Le Grand.

## Miasta partnerskie
- Saint-Martin-de-Ré